# Eddie Sachs
Eddie Sachs (ur. 28 maja 1927 w Allentown, zm. 30 maja 1964 w Speedway) – amerykański kierowca wyścigowy. Brał udział w zawodach organizowanych przez AAA i USAC. Zginął podczas wyścigu Indianapolis 500 w 1964 roku.

## Starty w Indianapolis 500
| Rok  | Nr | Start. | Msc. | Okr. | Lider | Uwagi              |
| ---- | -- | ------ | ---- | ---- | ----- | ------------------ |
| 1957 | 88 | 2      | 23   | 105  | 0     | tłok               |
| 1958 | 88 | 18     | 22   | 68   | 1     | przegub Cardana    |
| 1959 | 44 | 2      | 17   | 182  | 0     | skrzynia biegów    |
| 1960 | 6  | 1      | 21   | 132  | 21    | magneto            |
| 1961 | 12 | 1      | 2    | 200  | 44    |                    |
| 1962 | 2  | 27     | 3    | 200  | 0     |                    |
| 1963 | 9  | 10     | 17   | 181  | 0     | wypadek            |
| 1964 | 25 | 17     | 30   | 1    | 0     | śmiertelny wypadek |

## Nagrody
- wpis do National Sprint Car Hall of Fame (1999)